# 昌圖府
昌圖府，清朝末期设置的府，属于奉天省。
清同治年间，以昌图厅匪乱，通判品秩轻，逐于同治三年（1863年）十一月，改为昌图抚民同知。光绪二年（1876年），署盛京将军崇厚奏设官抚治，以清盗源。光绪三年（1877年）十月，遂升为昌图府，以原垦达尔汉王旗之梨树城、八面城地置奉化县（今梨树县）、怀德县（今公主岭市），隶之。光绪七年（1881年），又设康平县于康家屯，隶之。光绪二十八年（1902年），盛京将军增祺奏设辽源州（今双辽市）于苏家屯，隶之。皆治左翼三旗垦民。境内同江口距辽河上游，商船荟萃。河流东徙，曲如悬瓠。光绪三十四年（1908年），挑河道取直，添筑顺水坝，逼河西行，以保商埠。同江口商埠，是根据中日两国条约开放的。境内还有东清铁路经过。清代考语：繁、疲、难。
民国二年（1913年），全国废府，故废，民国政府改置昌图县。

## 知府
均出自宣統《昌圖府志·職官》：
- 趙受璧，直隷舉人，光緖三年以原昌圖撫民同知任
- 徐本衡，福建人，光緖五年、光緖十二年任
- 增林，滿洲正紅旗人，光緖十年、光緖十五年任
- 高同善，河南進士，光緖十三年任
- 章樾，光緖十七年任
- 錢開震，浙江人，光緖十六年、光緖十八年、光緖二十一年任
- 陳震，河南舉人，光緖二十二年、光緖二十四年任
- 徐鏡第，浙江人，光緖二十三年任
- 福培，滿洲正白旗人，光緖二十五年任
- 徐景濤，湖南人，光緖三十年、光緖三十一年任
- 祥瑞，滿洲正藍旗舉人，光緖三十一年任
- 林學瑊，福建人，光緖三十三年任
- 韓承烈，浙江人，光緖三十三年任
- 查富璣，安徽人，光緖三十二年、光緖三十三年任
- 李延祜，宣統元年任